# Antônio Barbosa Buarque de Nazaré
Antônio Barbosa Buarque de Nazaré (Recife, 13 de setembro de 1870 — Rio de Janeiro, 14 de novembro de 1937) foi um político brasileiro.
Exerceu o mandato de deputado federal constituinte pelo Rio de Janeiro em 1934.

## Biografia
Buarque de Nazareth se formou pela Faculdade de Direito de Recife em 1890, e emigrou ao Rio de Janeiro em 1896, quando se fixou em Itaperuna para exercer advocacia.
Casou-se em 1900 com Antônia Augusta Henriques Garcia, filha do Comendador Venancio José Garcia, e entrou na política através do primo de sua esposa, Macário Garcia de Freitas.